# KK Krka Novo mesto
KK Krka Novo mesto – słoweński zawodowy klub koszykarski z siedzibą w Nowym meście. Siedmiokrotny krotny mistrz kraju w 1999, 2003, 2010, 2011, 2012, 2013 i 2014 roku. W 2003 roku finalista Pucharu ULEB.
Do najbardziej znanych zawodników, którzy przywdziewali barwy tego klubu należą: Jaka Lakovič, Franjo Arapović, Simon Petrow, Dragiša Drobnjak, Matjaž Smodiš i Sani Bečirovič.
Trenerami byli m.in. Neven Spahija i Aleš Pipan.